# Dilan Dog (Zlatna serija)
Dilan Dog je počeo da izlazi u bivšoj Jugoslaviji (Srbiji) u izdanju Zlatne serije u periodu 1987–1992. Izašlo je prvih 59 epizoda. Strip je izlazio istovremeno sa originalnim izdanjima u Italiji. Za naslovne strane su preuzimane originalne naslovnice. Izlaženje je prekinuto polovinom 1992. godine. Dilan Dog počinje u Srbiji da izlazi ponovo 2008. godine u izdanju Veselog četvrtka.

## Epizode

### 1987
1. Doktor Ksabaras
2. Džek Trbosek
3. Noći punog meseca
4. Priviđenje Ane Never
5. Ubice

### 1988
6. Demonska lepota
7. Zona sumraka
8. Oči zla
9. Alfa i Omega
10. Iza ogledala
11. Veliki Dijabolo
12. Emet
13. Među nama
14. Između života
15. Kanal 666
16. Dvorac straha
17. Dama u crnom

### 1989
18. Njujork, Njujork
19. Uspomene nevidljivog
20. Motel Bejts
21. Prokleti dan
22. Tunel strave
23. Metamorfoza
24. Ružičasti zečevi ubijaju
25. Morgana
26. Posle ponoći
27. Video sam kako umireš
28. Oštrica brijača
29. Dok grad spava

### 1990
30. Šesto čulo
31. Zavesa pada
32. Opsesija
33. Džekil
34. Tama
35. Senke prošlosti
36. Strava letnje noći
37. Džungla na asfaltu
38. Glas iz magle
39. Gospodar tišine
40. Dogodiće se sutra
41. Golkonda

### 1991
42. Hijena
43. Priča ni o kome
44. Odblesci smrti
45. Goblin
46. Dva lica istine
47. Zapisano krvlju
48. Direktni prenos
49. Sto godina kasnije
50. Granice vremena
51. Zlo
52. Presuda
53. Kraljica noći

### 1992
54. Delirijum
55. Buđenje mumije
56. Senke
57. Povratak u zonu sumraka
58. Kamena Klepsidra

### 1993
59. Safara (3.3.1993)
60. Frankenštajn (najavljen, ali nikada izašao u okviru ove edicije)